# Skibidi Toilet
Skibidi Toilet — анимационный веб-сериал, созданный Алексеем Герасимовым и выложенный на его YouTube-канале DaFuq!?Boom!. В этом сериале показана борьба между так называемыми «Скибиди Туалетами» — существами, которые выглядят как головы внутри движущихся унитазов, и «Агентами» — модифицированными людьми, чьи головы заменены камерами наблюдения, динамиками и телевизорами.
С момента публикации первой короткометражки в феврале 2023 года Skibidi Toilet приобрёл вирусную популярность и стал интернет-мемом в социальных сетях, в особенности среди представителей поколения Альфа. Многие эксперты считают, что интерес к сериалу стал первым проявлением уникальной интернет-культуры этого поколения. У сериала есть широкий ассортимент лицензионной продукции, а Герасимов ведёт переговоры с Адамом Гудманом и Майклом Бэем о создании фильма и телесериала по мотивам игры.

## Сюжет
Сериал документирует противостояние между «Скибиди Туалетами» и «Агентами». В сериале к Агентам относятся «Камерамены», «Спикермены» (колонки) и «ТВ-мены». Характерной чертой каждой серии является упоминание ремикса песни «Give It To Me» автора Timbaland и «Dom Dom Yes Yes» турецкого автора Biser King, которая либо сопровождает происходящее на экране, либо издаётся Скибиди Туалетами, фактически являясь их языком общения. Повествование идёт от лица одного из Камераменов, использующего свою камеру для их съёмки. В конце первых, и некоторых новых эпизодов он, как правило, попадает в ловушку или погибает от нападения Скибиди Туалетов. Сюжет сериала характеризуется использованием противоборствующими сторонами всё более мощных видов вооружения, разработки прогрессивных методов защиты и модифицированием собственных тел: таким образом в более поздних эпизодах появляются более крупные персонажи, обладающие более развитым интеллектом и числом способностей.

## Производство
Skibidi Toilet создан Алексеем Герасимовым, более известным как DaFuq!?Boom! и Blugray на YouTube. С 2014 года он в течение 9 лет самостоятельно изучал анимацию. Он живёт в Грузии. На его канале ранее было опубликовано несколько вирусных видео — так, его короткометражка «I’M AT DIP» набрала более 45 миллионов просмотров.
Каждый эпизод создаётся с использованием Source Filmmaker, программного обеспечения для компьютерной 3D-графики, разработанного Valve. В интервью Dexerto Герасимов сообщил, что выбрал Source Filmmaker из-за его простоты и удобства использования. Как отметил британский журнал Dazed, создание сериала был вдохновлено танцевальными видео из TikTok от пользователя @yasincengiz38, в которых звучит одна и та же музыка. Некоторые моменты взяты из Half-Life 2.

## Восприятие и оценка

### Критика
Журнал Dazed написал, что сериал Skibidi Toilet является «неистовым, непредсказуемым, забавным и иногда действительно тревожным и грустным». Многие источники отметили вирусный твит, в котором пользователь @AnimeSerbia назвал сериал «Слендермен поколения Альфа».

### Популярность
Согласно опубликованному рейтингу Tubefilter, к концу 2023 года «DaFuq!?Boom!» стал одним из пятидесяти самых просматриваемых каналов на YouTube в США, заняв в рейтинге 33-e место. Редактор Сэм Гутелле отметил, что аниматорам «прежде приходилось бороться с требованиями алгоритма YouTube; теперь можно набрать миллионы просмотров с помощью множества пикселизированных туалетов». К июню 2023 года число просмотров на канале превысило 5 миллиардов и стал самым просматриваемым YouTube-каналом в США в течение этого месяца. Он также набрал 2,9 миллиарда просмотров и показал еженедельный рост аудитории на 9 %. Гутелле в своём обзоре отметил, что в прежние месяцы канал был практически незаметен, кроме нескольких «несгибаемых фанатов анимации в сообществе мемов». Distractify отметил, что канал популярен среди молодых зрителей.
Специалист по трендам Фил Ранта объяснил, что сериал сделан таким образом, чтобы «у людей была причина возвращаться», а также то, что рост популярности обусловлен удачным стечением обстоятельств.